# Listă de regizori turci
 Aceasta este o listă de regizori de film turci în ordine alfabetică.
- Ömer Faruk Sorak⁠(d) – regizor de film și producător
- Ömer Lütfi Akad⁠(d) – regizor de film
- Fatih Akın – regizor de film german  de origine turcă
- Zeki Alasya⁠(d) – regizor de film, actor
- Mustafa Altıoklar⁠(d) – regizor de film, producător
- Süha Arın – regizor de film
- Remzi Aydın Jöntürk⁠(d), regizor de film, producător și scenarist (1938–1988)
- Kutluğ Ataman⁠(d) – regizor de film
- Tunç Bașaran – regizor de film (1938–2019)
- Nuri Bilge Ceylan – regizor de film
- Mehmet Bozdağ⁠(d) – regizor de film
- Sinan Çetin⁠(d) – regizor de film
- Zeki Demirkubuz⁠(d) – regizor de film
- Haldun Dormen⁠(d) – regizor de film, actor
- Ertem Eğilmez⁠(d) – regizor de film (1929–1989)
- Reha Erdem⁠(d) – regizor de film
- Yılmaz Erdoğan⁠(d) – regizor de film, actor
- Metin Erksan⁠(d) – regizor de film
- Muhsin Ertuğrul⁠(d) – regizor de film (1892–1979)
- Mu Tunc⁠(d) – regizor de film
- Șerif Gören – regizor de film
- Yılmaz Güney⁠(d) – regizor de film turco-kurd
- Çağan Irmak⁠(d) – regizor de film
- Çetin İnanç⁠(d) – regizor de film
- Türker İnanoğlu⁠(d) – regizor de film
- Hasan Karacadağ – regizor de film, producător, scenarist
- Sabri Kalic⁠(d) – regizor de film
- Semih Kaplanoğlu⁠(d) – regizor de film
- Ömer Kavur⁠(d) – regizor de film (1944–2005)
- Ceyda Aslı Kılıçkıran⁠(d) – regizor de film și scenarist
- Ömür Kınay⁠(d) –  regizoare de film cu handicap ușor
- Ayten Kuyululu⁠(d) – regizoare de film, cântăreață de operă, actriță și scenaristă
- Ömer Zülfü Livaneli – regizor de film, compozitor
- Alper Mestçi – regizor de film, scenarist și umorist turc.
- Ali Özgentürk⁠(d) – regizor de film
- Ferzan Özpetek⁠(d) – regizor de film
- Zeki Ökten⁠(d) – regizor de film
- Yavuz Özkan⁠(d) – regizor de film
- Halit Refiğ⁠(d) – regizor de film (1934–2009)
- Emre Șahin, regizor de film
- Osman Fahir Seden⁠(d) – regizor de film (1924–1998)
- Osman Sınav⁠(d) – regizor de film
- Türkan Șoray – actriță și regizoare de film
- Kartal Tibet⁠(d) – regizor de film, actor
- Yavuz Turgul⁠(d) – regizor de film
- Fuat Uzkınay⁠(d) – regizor de film (1889–1956)
- Memduh Ün⁠(d) – regizor de film
- Mennan Yapo⁠(d) – regizor, scenarist, producător și actor
- Atıf Yılmaz⁠(d) – regizor de film (1925–2006)
- Derviș Zaim – romancier și realizator de film (cipriot turc) (născut în 1964)